# Nicolas Charton
Nicolas Charton (* 10. Oktober 1859 in Sierck-les-Bains; † 1. Februar 1923 ebenda) war Gutsbesitzer, Bürgermeister und Mitglied des Deutschen Reichstags.

## Leben
Charton besuchte das Gymnasium in Sierck und wurde Gutsbesitzer. Zwischen 1896 und 1912 war er Bürgermeister seiner Heimatstadt.
Von Januar 1896 bis 1898 war er Mitglied des Deutschen Reichstags für den Wahlkreis Elsaß-Lothringen 13 (Bolchen, Diedenhofen).